# 1758
1758 (MDCCLVIII) byl rok, který dle gregoriánského kalendáře započal nedělí.

## Události
- 3. května – Zemřel papež Benedikt XIV.
- 4. května – 2. července – Sedmiletá válka: pruská armáda obléhala Olomouc.
- 30. června – Sedmiletá válka: rakouská armáda zvítězila nad pruskou v bitvě u Domašova.
- 6. července – Novým papežem byl zvolen Klement XIII.
- 8. července – Sedmiletá válka, francouzsko-indiánská válka: markýz de Montcalm porazil několikanásobně silnější britskou armádu v bitvě u Carillonu.

### Probíhající události
- 1754–1763 – Francouzsko-indiánská válka
- 1756–1763 – Sedmiletá válka

## Narození

### Česko
- 15. června – František Xaver Lederer, pražský kamenosochař období neoklasicismu († 8. srpna 1811)
- 15. června - Václav Mihule, obrozenecký divadelník, herec, divadelní ředitel (pravděpodobně † 1807 Košice)
- 17. července – Bohumír Jan Dlabač, kněz, básník, knihovník a sběratel († 4. února 1820)
- 3. prosince – Josef Jelínek, hudební skladatel, klavírista a varhaník († 13. dubna 1825)

### Svět

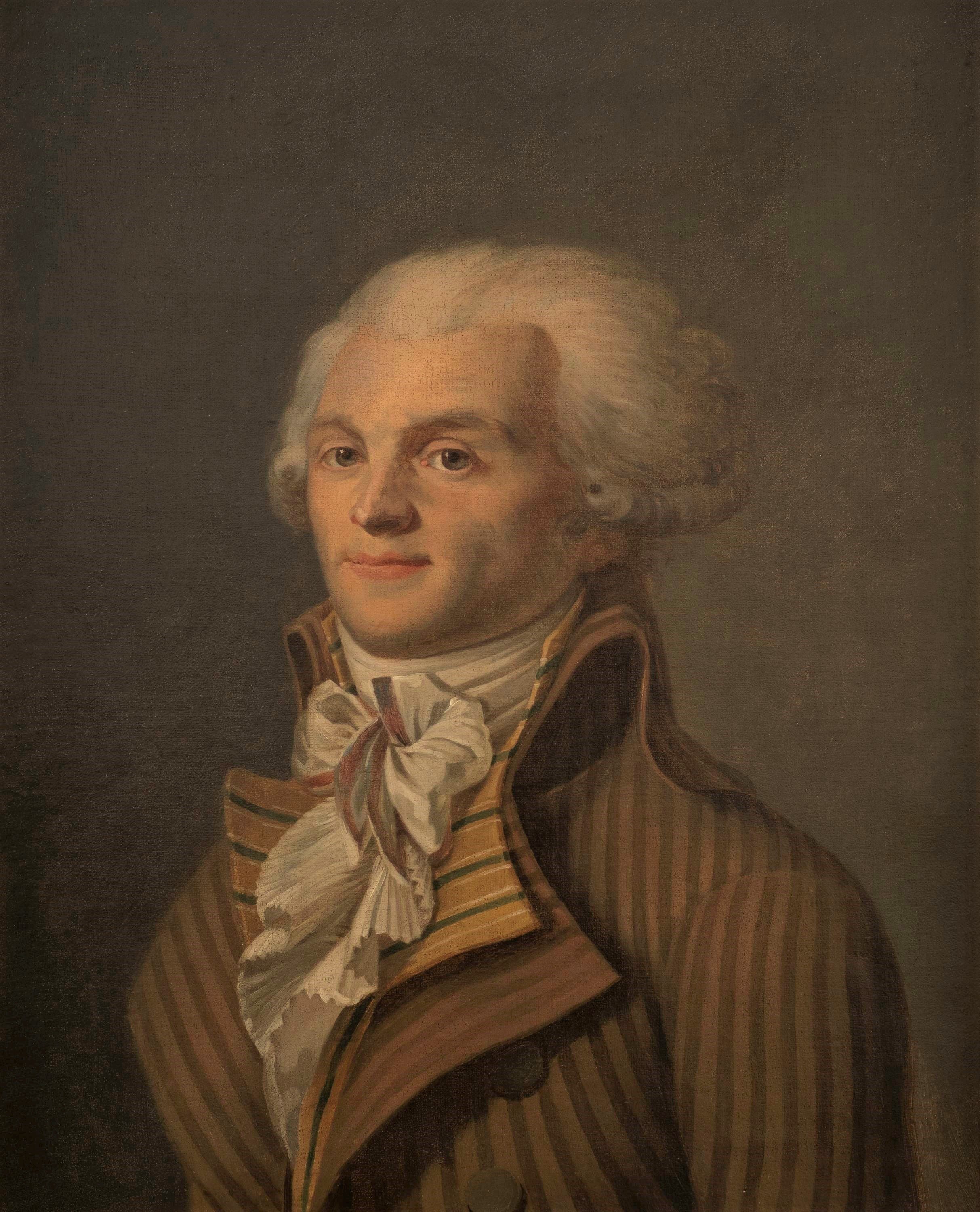
Maximilien Robespierre (* 6. května)

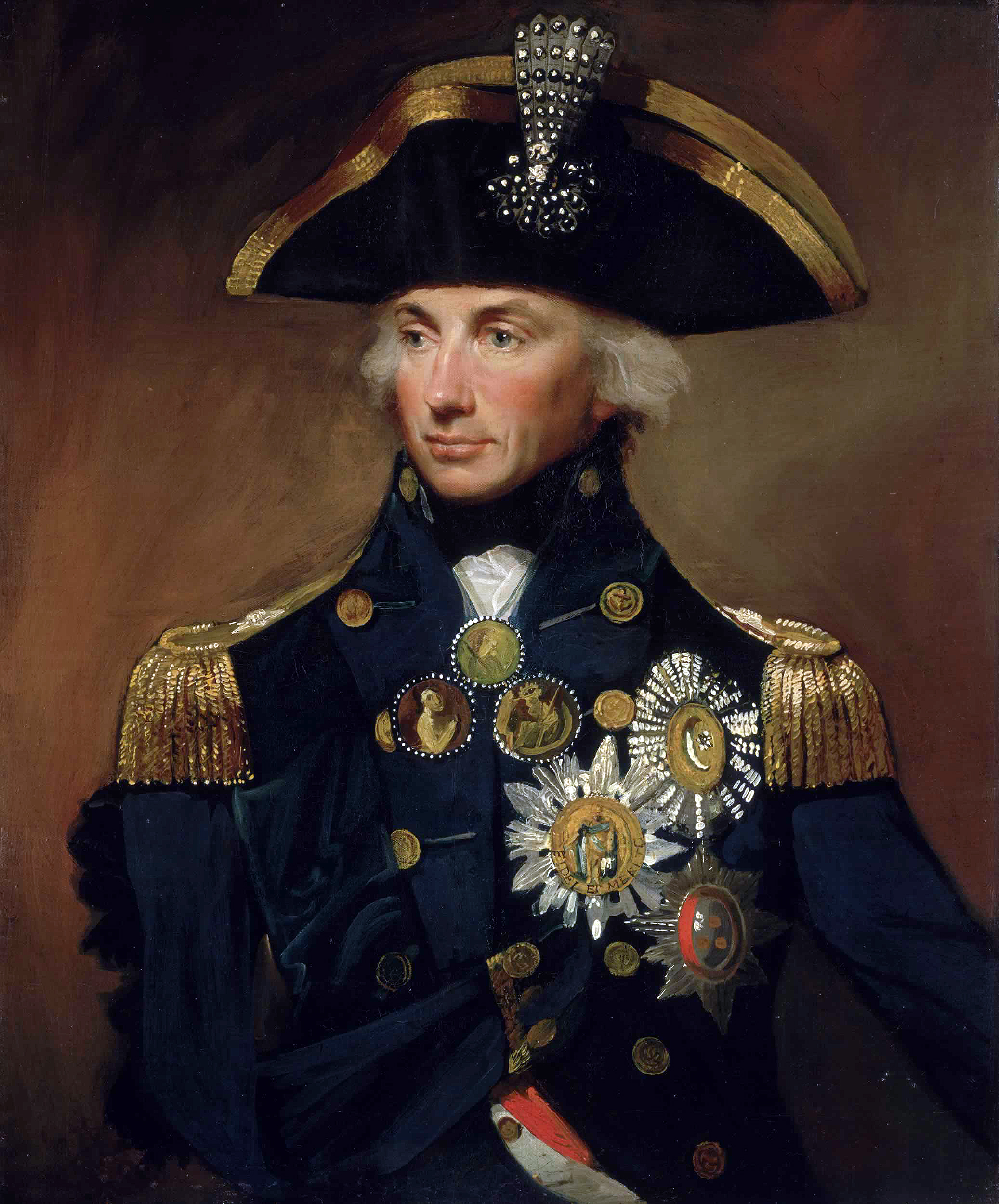
Horatio Nelson (* 21. října)

- 3. února – Valentin Vodnik, slovinský básník a publicista († 8. ledna 1819)
- 6. února – Julian Ursyn Niemcewicz, polský politik a spisovatel († 21. května 1841)
- 13. února – Josef Hardtmuth, rakouský architekt, zakladatel firmy Koh-i-noor Hardtmuth († 23. května 1816)
- 9. března – Franz Joseph Gall, německý lékař, anatom a zakladatel frenologie († 22. srpna 1828)
- 28. dubna – James Monroe, americký prezident († 4. července 1831)
- 6. května
  - André Masséna, francouzský napoleonský maršál († 4. dubna 1817)
  - Maximilien Robespierre, francouzský revolucionář († 28. července 1794)
- 5. srpna – Go-Momozono, japonský císař († 16. prosince 1779)
- 24. srpna – Žofie Frederika Meklenbursko-Zvěřínská, dánská princezna († 29. listopadu 1794)
- 29. srpna – Corentin de Leissegues, francouzský námořní důstojník († 26. března 1832)
- 1. září – George John Spencer, britský šlechtic a druhý hrabě Spencer († 10. listopadu 1834)
- 6. září – Pierre Augustin Hulin, francouzský generál († 9. ledna 1841)
- 21. září – Silvestre de Sacy, francouzský filolog († 21. února 1838)
- 29. září – Horatio Nelson, britský viceadmirál († 21. října 1805)
- 11. října – Heinrich Wilhelm Olbers, německý astronom, lékař a fyzik († 2. března 1840)
- 16. října – Noah Webster, americký lexikograf († 28. května 1843)
- 9. prosince – Richard Colt Hoare, anglický cestovatel, archeolog, spisovatel a umělec († 19. května 1838)
- neznámé datum
  - James Donn, anglický botanik († 14. června 1813)
  - Džampal Gjamccho, tibetský dalajlama († 1804)
  - Moritz Kellerhoven, rakouský malíř a rytec († 15. prosince 1830)
  - William Billingsley, anglický malíř porcelánu († 1828)

## Úmrtí

### Česko
- 24. ledna – František Řehoř Giannini, olomoucký a vratislavský kanovník (* 9. března 1693)
- 28. ledna – Siard Nosecký, strahovský premonstrát a malíř (* 12. dubna 1693)
- neznámé datum
  - David Nitschmann (tesař), misionář Moravské církve (* 1676)
  - Matěj Ondřej Kondel, stavitel (* 29. ledna 1686)

### Svět

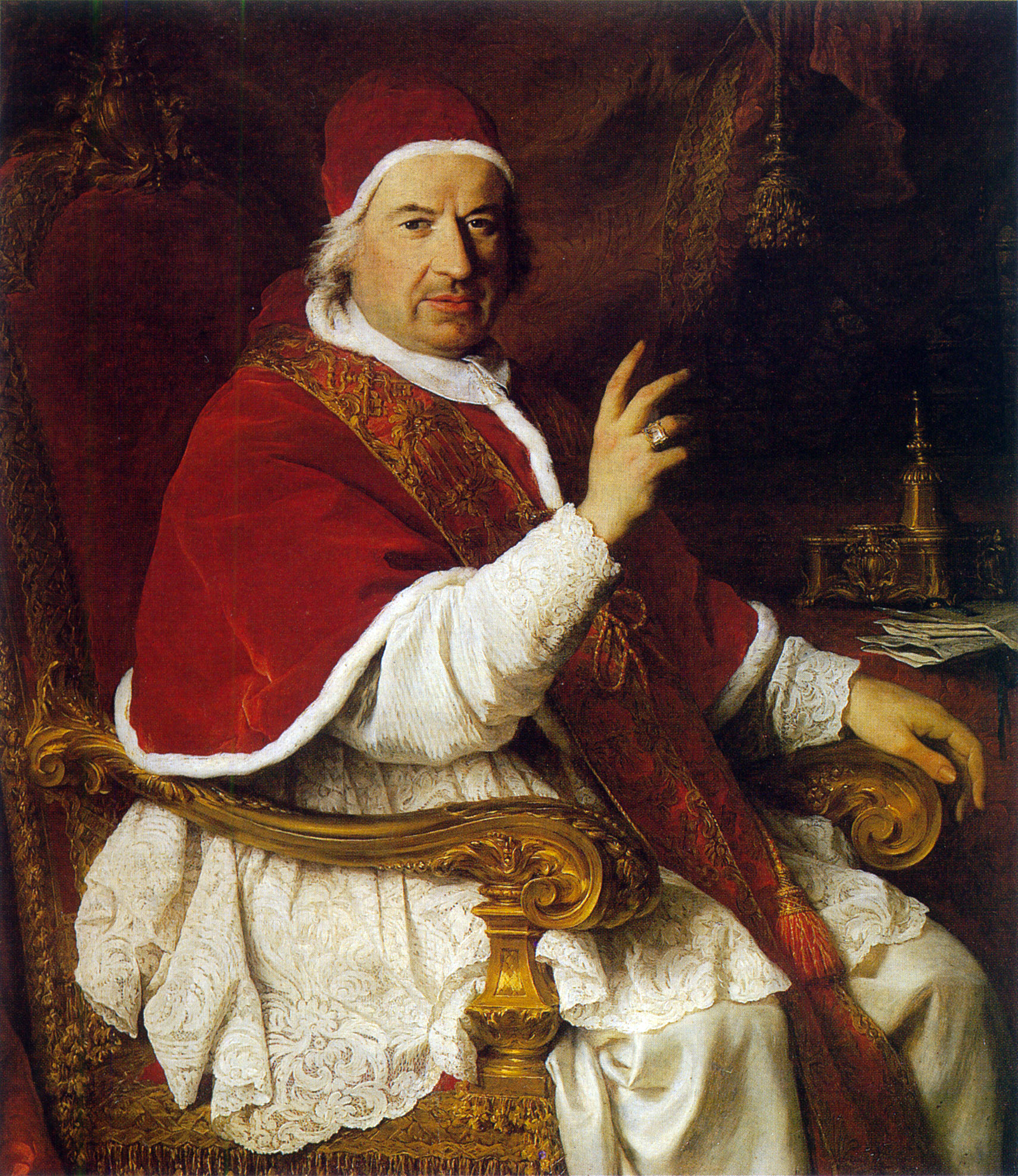
Benedikt XIV. († 3. května)

- 5. února – Ferdinand Julius Troyer z Troyersteinu, rakouský církevní hodnostář, olomoucký biskup (* 20. ledna 1698)
- 2. března – Johann Baptist Zimmermann, německý malíř a štukatér (* 3. ledna 1680)
- 22. března – Jonathan Edwards, severoamerický teolog (* 5. října 1703)
- 3. května – Benedikt XIV., papež (* 31. března 1675)
- 27. srpna – Marie Barbara z Braganzy, portugalská princezna (* 4. prosince 1711)
- 4. října – Giuseppe Antonio Brescianello, italský hudební skladatel a houslista (* kolem 1690)
- 14. října – Vilemína Pruská, pruská princezna (* 3. července 1709)
- 20. října – Charles Spencer, 3. vévoda z Marlborough, britský vojevůdce a šlechtic (* 22. listopadu 1706)
- 31. října – Francesco Maria Veracini, italský houslista a hudební skladatel (* 1. února 1690)
- 20. listopadu – Johan Helmich Roman, švédský hudební skladatel (* 26. října 1694)
- 5. prosince – Johann Friedrich Fasch, německý hudební skladatel (* 15. dubna 1688)
- neznámé datum – Michael Heinrich Rentz, německý rytec a kreslíř činný v Čechách (* 6. ledna 1698)

## Hlavy států
- Francie – Ludvík XV. (1715–1774)

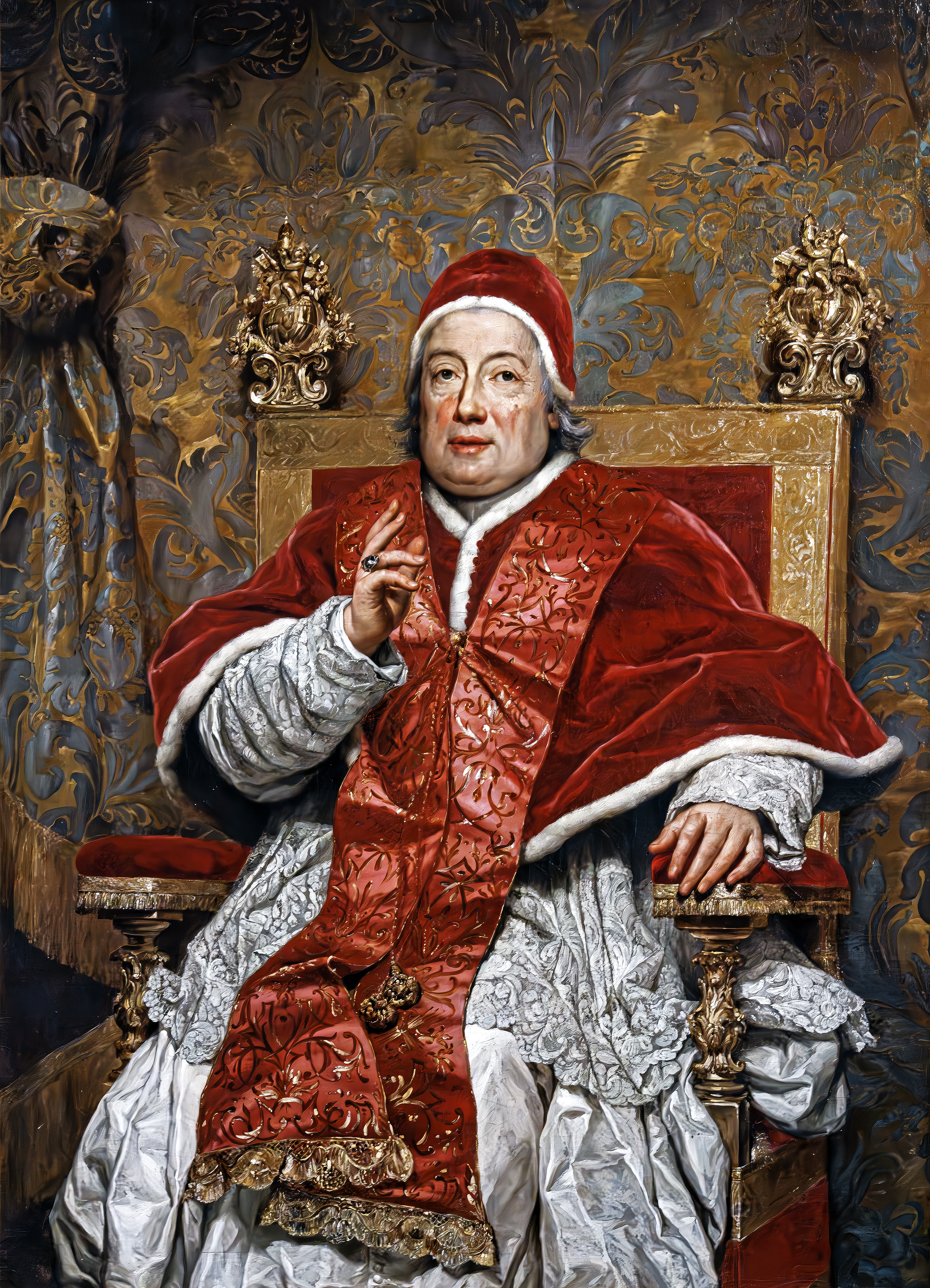
Papežem se stal Klement XIII.

- Habsburská monarchie – Marie Terezie (1740–1780)
- Osmanská říše – Mustafa III. (1757–1774)
- Polsko – August III. (1734–1763)
- Prusko – Fridrich II. (1740–1786)
- Rusko – Alžběta Petrovna (1741–1762)
- Španělsko – Ferdinand VI. (1746–1759)
- Švédsko – Adolf I. Fridrich (1751–1771)
- Velká Británie – Jiří II. (1727–1760)
- Svatá říše římská – František I. Štěpán Lotrinský (1745–1765)
- Papež – Benedikt XIV. (1740–1758) / Klement XIII. (1758–1769)
- Japonsko – Momozono (1747–1762)